# Sengol

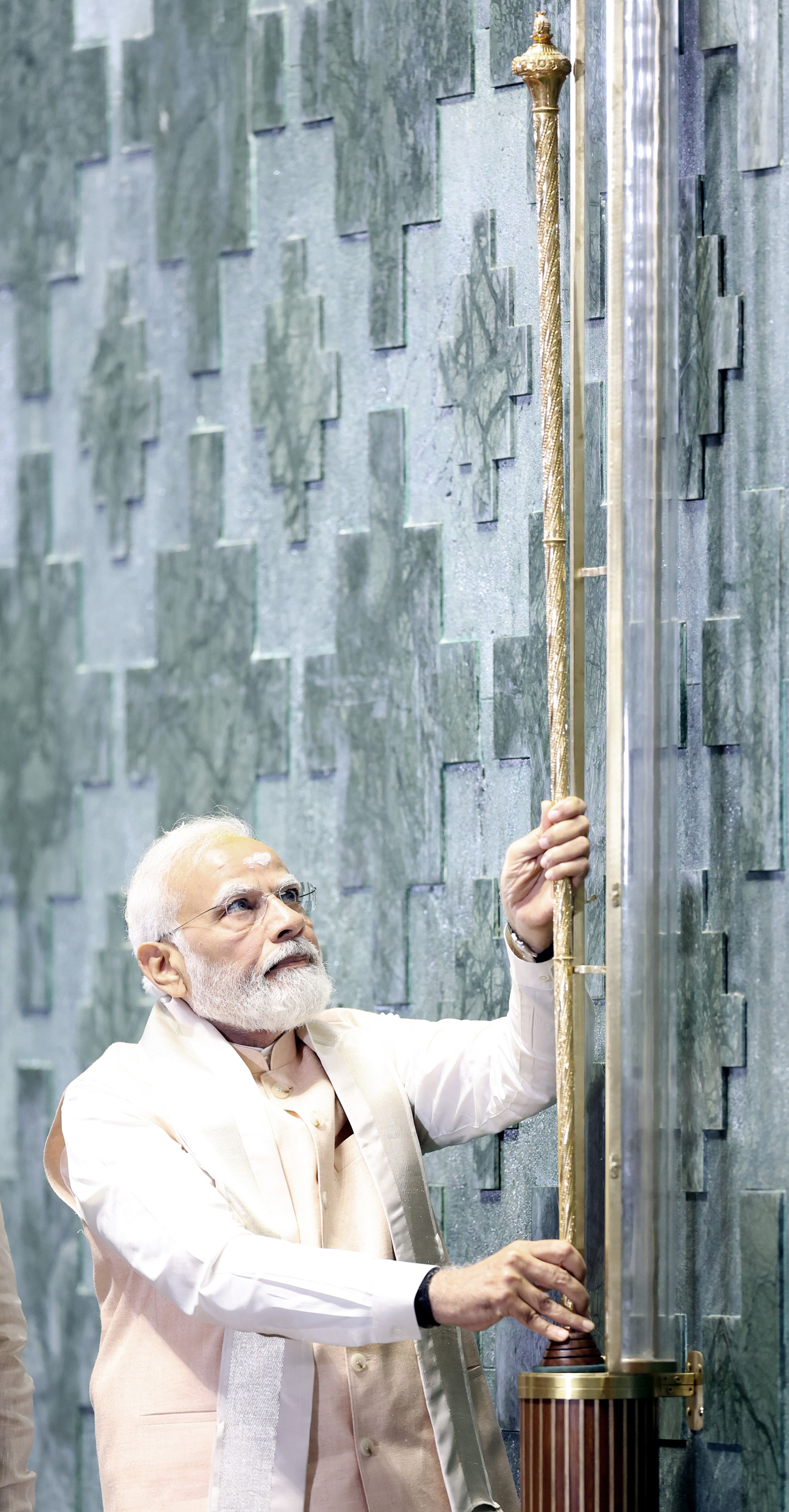
Premierminister Modi installiert „Sengol“ im neuen indischen Parlament

Sengol (IAST: ceṅkōl) ist ein Zepter, das im Jahr 2023 vom indischen Premierminister Narendra Modi im neuen Indischen Parlamentsgebäude installiert wurde. Es wurde Jawaharlal Nehru, dem ersten indischen Premierminister, erstmals am Vorabend der Unabhängigkeit Indiens im Jahr 1947 von heiligen Männern aus einem Hindu-Kloster überreicht.

## Geschichte

### Nehru
Am Vorabend der Unabhängigkeit Indiens im Jahr 1947 wurde Premierminister Nehru in seinem Haus der Sengol von Abgesandten des hinduistischen Thiruvaduthurai Adheenam Matha überreicht.
In Freedom at Midnight wurde darauf hingewiesen, dass am Vorabend des Unabhängigkeitstages zwei Adheenam Sannyasin kamen, um dem Premierminister Nehru das goldene Zepter „Sengol“ zu überreichen, einer alten Tradition folgend, in der hinduistische heilige Männer den Königen Indiens ihr goldenes Zepter überreichten Symbole der Macht.

### Modi
Bei der Einweihung des neuen Parlamentsgebäudes installierte Modi den Sengol in der Nähe des Stuhls des Sprechers der Lok Sabha im neuen Parlamentsgebäude. Die Installation wurde von hinduistischen Gebeten begleitet.

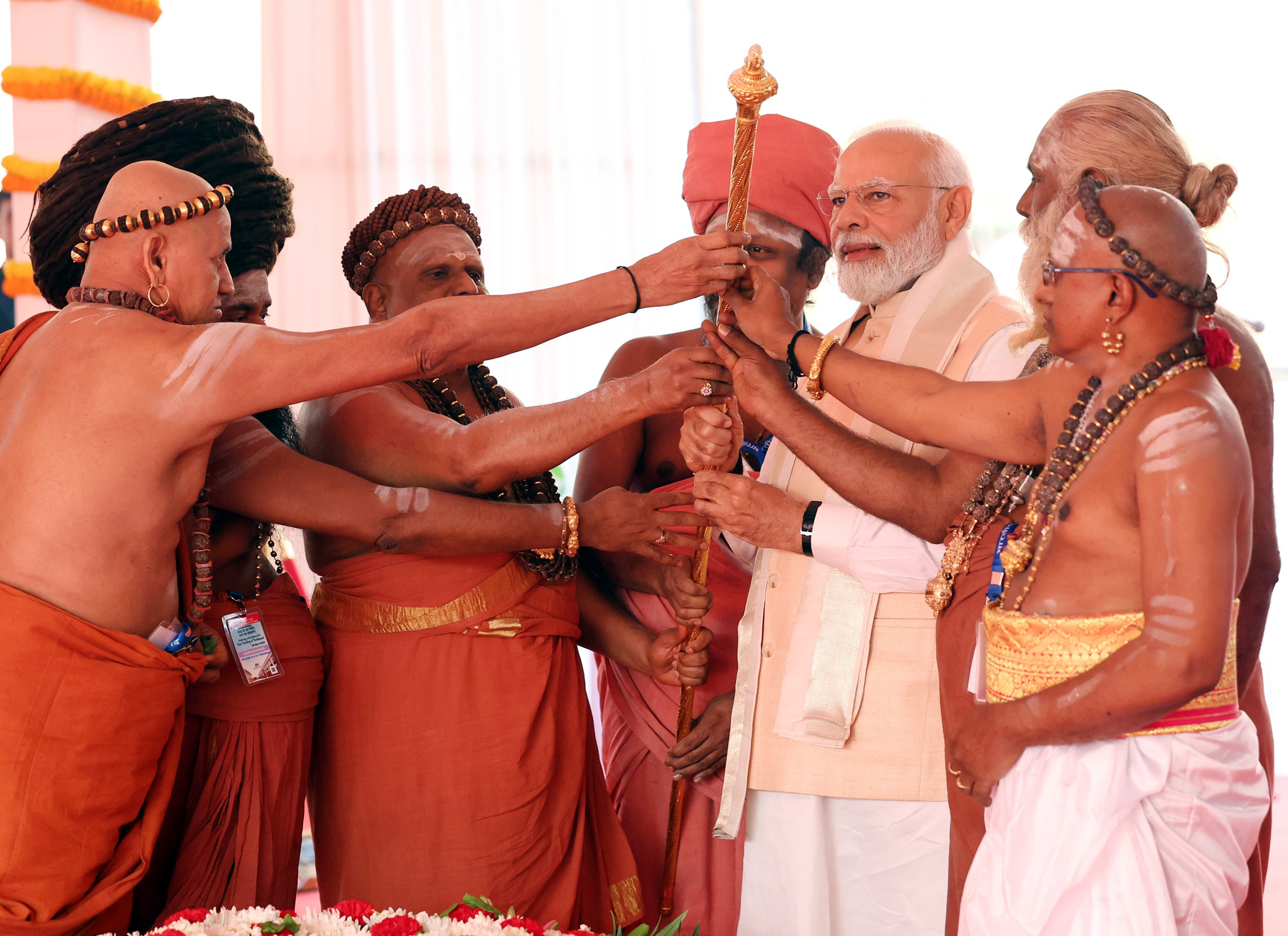
PM Modi receiving 'Sengol' from Hindu (Adheenam) priests in 2023

## Design
Sengol ist ein vergoldetes Zepter mit einer Länge von etwa 1,5 m. Auf der Oberseite ist ein Hindu-Nandi eingraviert.

## Kritik
Laut der New York Times erwies sich dieses Zepter bei der Einweihung des neuen indischen Parlaments als Schlüsselobjekt, das die Bedeutung des neuen Parlaments zusammenfasste – „nicht nur die Überreste der kolonialen Vergangenheit Indiens abzustreifen, sondern auch zunehmend das Säkulare zu ersetzen.“ Regierungsführung, die ihr folgte.